# Arthur Wesley Dow
Arthur Wesley Dow, né le 6 avril 1857, à Ipswich, Massachusetts, États-Unis, et mort le 13 décembre 1922, à New York, est un peintre, graveur, photographe et éducateur américain connu pour ses enseignements fondés sur les principes de l'art japonais et dont l’influence s’est fait ressentir sur plusieurs générations d’artistes, ainsi que pour ses contributions artistiques et intellectuelles au mouvement Arts & Crafts.

## Biographie
Avant sa formation artistique, Dow faisait déjà des croquis des maisons historiques des alentours d'Ipswich, dans le Massachusetts, et, à partir de 1880, il contribue  par ses illustrations à un journal local mensuel.
En 1881, il devient apprenti dans l’atelier du peintre James M. Stone à Boston, où il rencontre Minnie Pearson (avec laquelle il se marie en 1893).
En 1884, il se rend à Paris pour étudier avec Jules Lefebvre et Gustave Boulanger à l'Académie Julian. Il a également suivi les cours du soir à l'École nationale des arts décoratifs, découvert William Morris et a passé des étés à Pont-Aven en Bretagne avec la colonie d'artistes, où il a rencontré Paul Gauguin et Émile Bernard et a peint des paysages en plein air.
À Paris, il a exposé une partie de son travail, notamment la peinture intitulée Au Soir, un paysage de 1888 qui a reçu une mention honorable à l'Exposition universelle de 1889.

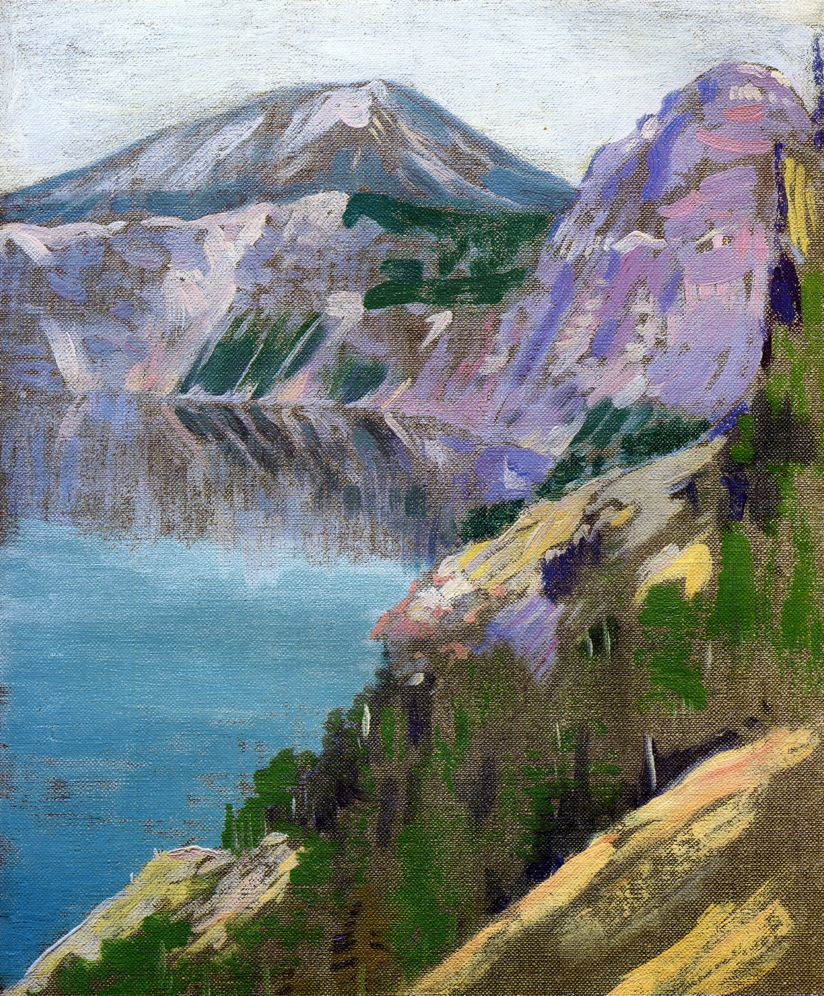
Crater Lake, Arthur Wesley Dow 1919
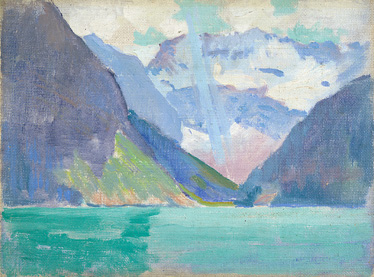
Arthur Wesley Dow- View of Lake Louise, Alberta, Canada, 1919
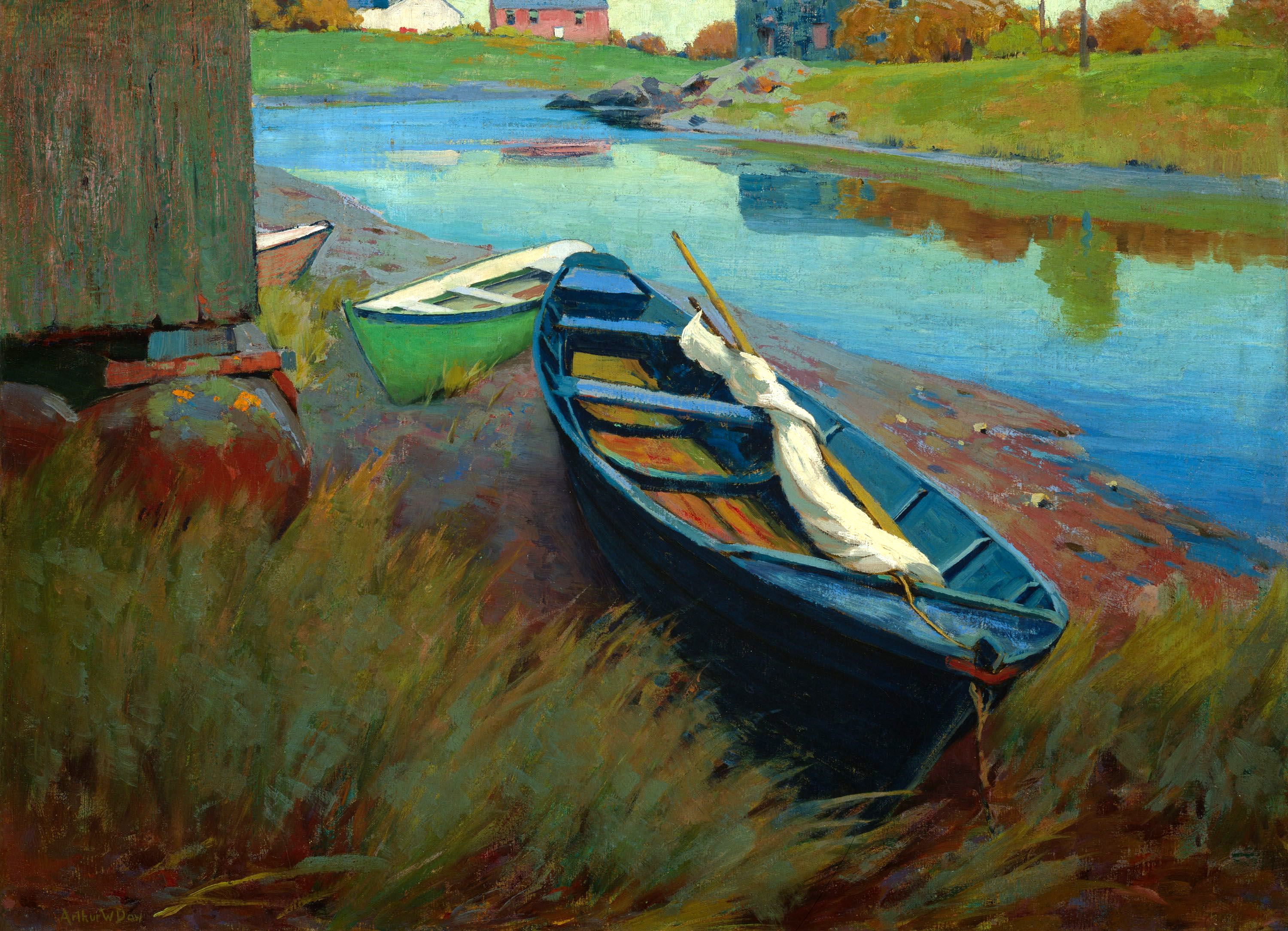
Boats at Rest, Arthur Wesley Dow c1895
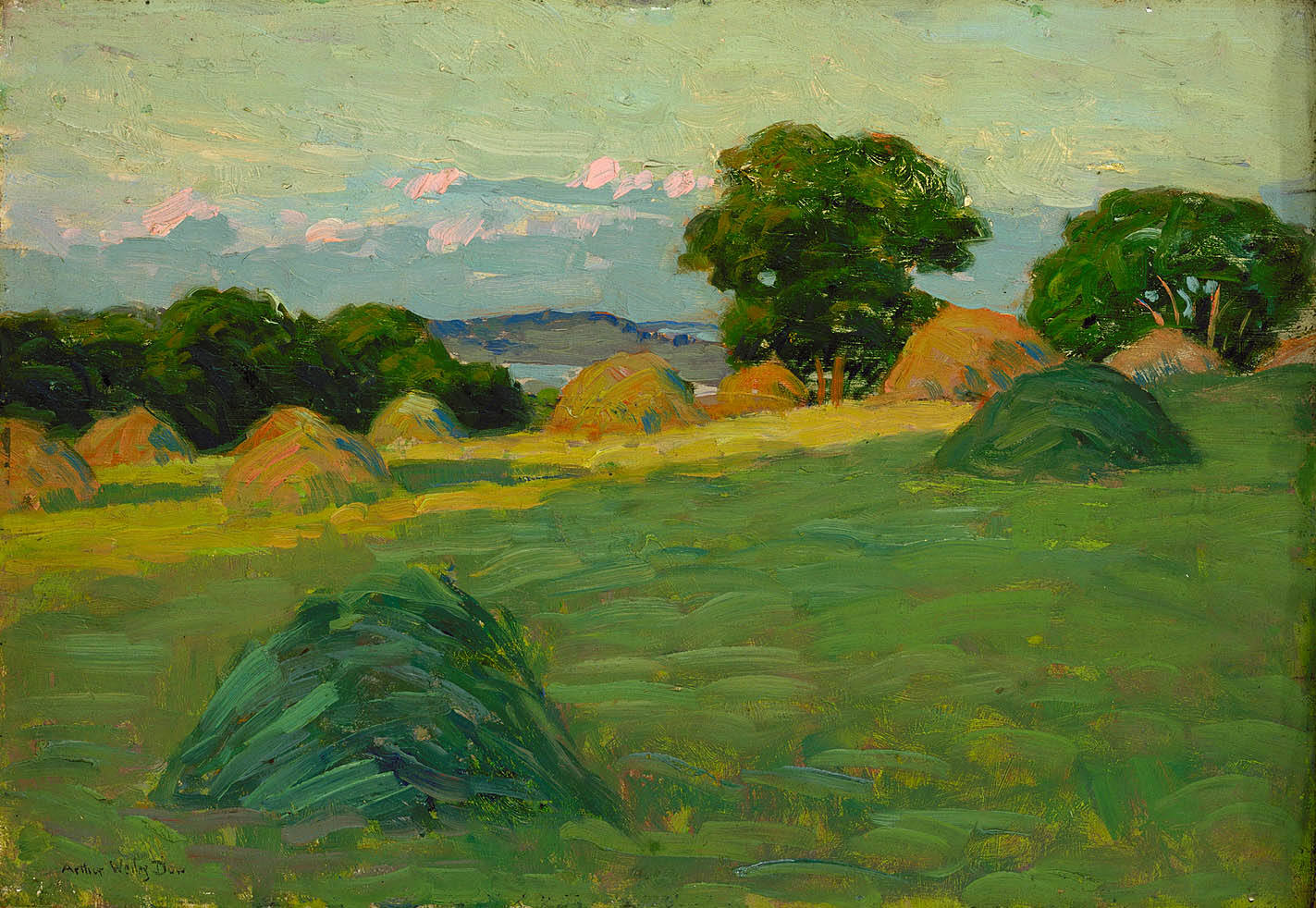
Arthur Wesley Dow - The Hill Field
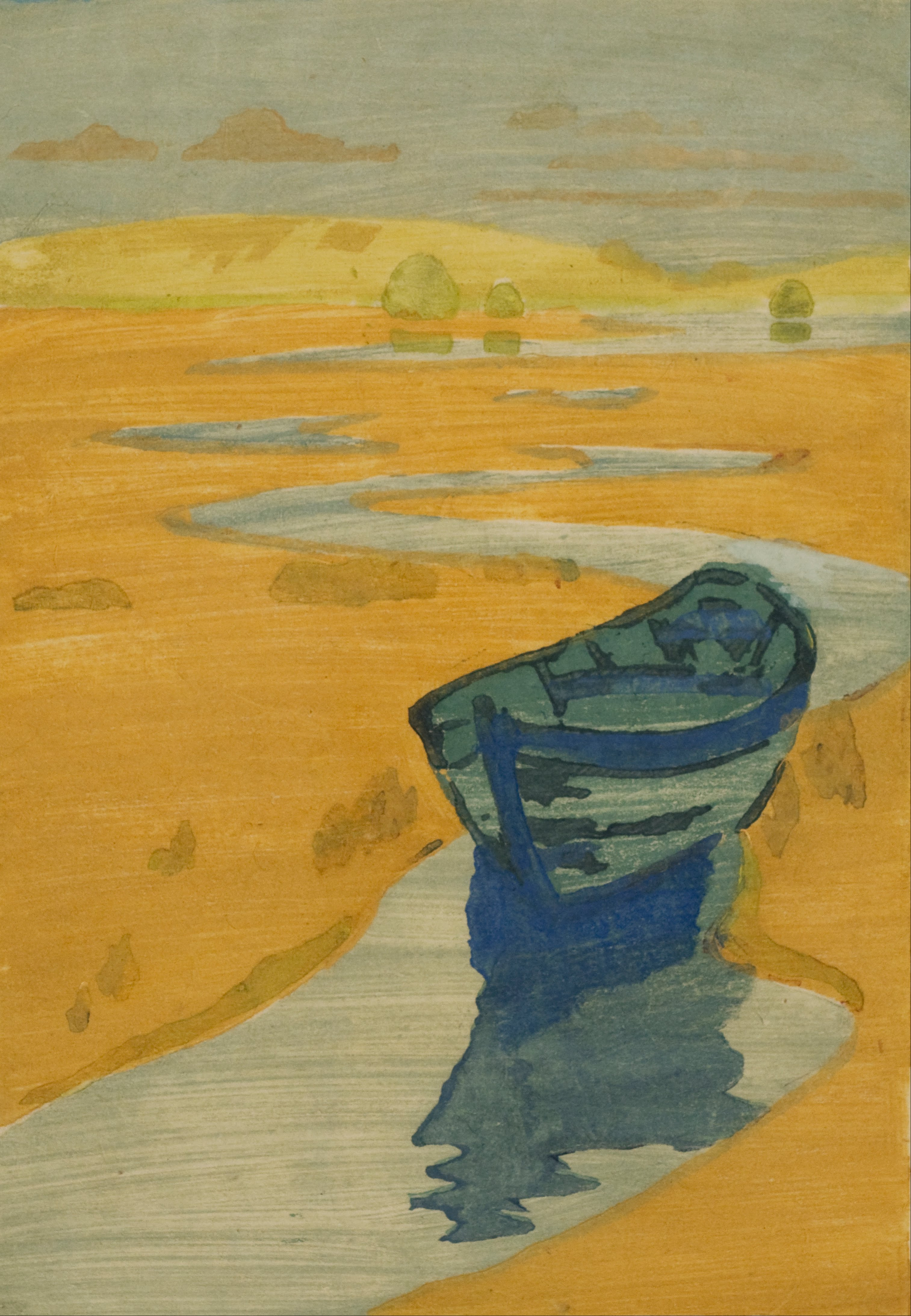
Arthur Wesley Dow - The Derelict (The Lost Boat)

Dow rentre aux États-Unis en 1889. Il s’installe à Boston, produit quelques affiches et découvre les œuvres de l'artiste japonais Hokusai à la bibliothèque de Boston. Il fréquente le musée des beaux-arts de Boston où il rencontre et forge une amitié avec le conservateur du département d’art asiatique Ernest F. Fenollosa. Il commence à créer des gravures sur bois qui incorporent les esthétiques orientale et occidentale.

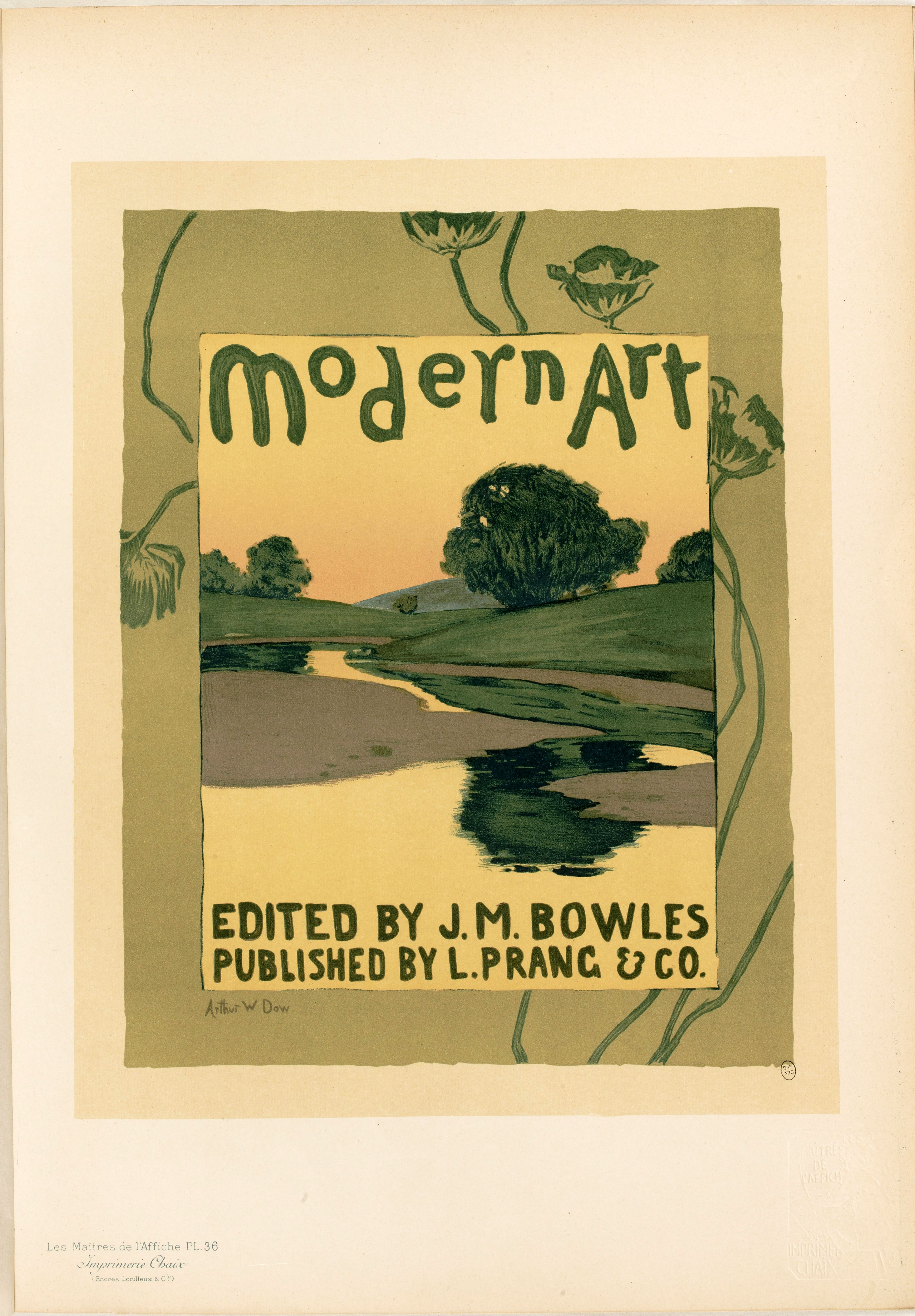
Affiche published in Les Maîtres de l'affiche

La plupart de ses gravures représentent des paysages de la rive nord de Boston. Admirateur du mouvement Arts & Crafts, il exécute lui-même chaque étape du processus de gravure, depuis la conception jusqu'à l'impression, et ce à la différence des artistes japonais qui se concentraient uniquement sur la conception et laissaient le reste du travail de production et d'impression aux assistants. Plus tard, lorsque Dow a enseigné à ses élèves l'art de la gravure sur bois, il les a encouragés à exécuter toutes les étapes du processus avec patience et attention aux détails.
En 1891, Dow s'est tourné vers l'enseignement. Il a ouvert à Ipswich une école donnant des cours pendant la saison d'été dans une maison autrefois possédée par l'écrivain Ralph Waldo Emerson. L'école, qu'il a dirigée avec sa femme jusqu’en 1907, offrait des cours de photographie, de peinture, de design textile, de poterie et autres médias.
Parmi les artistes connus qui y  ont étudié, le photographe Alvin Langdon Coburn.
Après avoir étudié en étroite collaboration avec Fenollosa au musée des Beaux-Arts, Dow a été nommé conservateur adjoint en 1893. Deux ans plus tard et jusqu'en 1904, Dow a enseigné à l'Institut Pratt de  Brooklyn, où il a eu comme élèves la photographe Gertrude Käsebier, la graphiste Pamela Colman Smith et le peintre Max Weber. Il a également enseigné à l'Art Students League of New York (1897-1903).
En 1899, Dow a publié la première édition de sa très influente Composition : une série d'exercices sur la structure artistique pour les étudiants et les enseignants. Ce volume est devenu un manuel clé dans l’enseignement artistique aux États-Unis. Il y décrit ses principes de composition : la ligne, la masse et la couleur. Il y encourage les étudiants à chercher l'inspiration dans la nature; Dow estimait que l’art n'était pas une question d'imitation ou de copie mais plutôt une expression et une création personnelle réalisée grâce à une composition harmonieuse fondée sur des lignes simples, l’équilibre entre les masses claires ou sombres et des couleurs.
Après une année de voyage à l'étranger, au cours de laquelle il a visité Tokyo et Kyōto, il a été nommé par le Teachers College de l'université Columbia pour enseigner l'art et diriger le département des beaux-arts (1904-22).
En 1914, après avoir assisté à son école d'été, l'artiste peintre américaine Georgia O'Keeffe s'est inscrite au Teachers College pour étudier avec Dow, ce qui a eu un impact profond sur son orientation vers l'abstraction et sur son approche de la composition.
Dow a continué à peindre, dessiner et travailler la photographie et la gravure sur bois, à enseigner et écrire jusqu'à sa mort. Il fut un professeur admiré et de renommée internationale, ce qui a finalement éclipsé sa réputation d'artiste. Compte tenu du nombre d'étudiants qu'il a eu pendant plusieurs décennies et du fait que son livre, Composition, a été réédité vingt fois pendant plus de 40 ans et a été utilisé dans les salles de classe dans les années 1970, l'impact de Dow sur l'art américain du XXe siècle a été considérable : sa philosophie de l'art et du design a été enseignée à quatre ou cinq générations d'artistes. Son travail artistique a gagné une reconnaissance croissante après sa mort ; il a bénéficié d'une rétrospective de ses tableaux en 1977 à la Collection nationale des beaux-arts, aujourd'hui le Smithsonian American Art Museum et un quart de siècle plus tard, plusieurs expositions de son travail moins connu de photographe ont été réalisées.